# Гвідо Уголотті
Гвідо Уголотті (італ. Guido Ugolotti, нар. 28 серпня 1958, Масса) — італійський футболіст, що грав на позиції нападника. По завершенні ігрової кар'єри — тренер.
Виступав, зокрема, за клуб «Рома», а також олімпійську збірну Італії. Володар Кубка Італії.

## Клубна кар'єра
Народився 28 серпня 1958 року в місті Масса. Розпочав займатись футболом в клубі «Мільярінезе», з якого 1973 року потрапив в прімаверу «Роми». 
Дебютував в першій команді в сезоні 1977-78, в якому який відразу ж забив 3 голи в перших трьох матчах проти «Торіно», «Перуджі» і «Фоджі», але  закріпитись в першій команді не зумів, зігравши 10 повних матчів і забивши 4 голи за перший сезон. В наступному сезоні він взяв участь у 22 матчах ліги, забивши 6 голів (другий результат у клубі після Роберто Пруццо), а в сезоні 1979-80 Уголотті виграв Кубок Італії, свій перший і єдиний трофей з клубом, а в чемпіонаті зіграв 10 матчів і 1 забив гол.
1980 року Уголотті на правах оренди перейшов в «Авелліно» з Серії А, після чого повернувся в столичний клуб, але за сезон зіграв лише 4 матчі, тому 1982 року знову був відданий в оренду в «Пізу». 
У 1983 році Уголотті погоджується понизитись у класі, перейшовши в «Кампобассо» з Серії B, де провів три сезони, після чого ще два роки грав в цьому ж дивізіоні за «Ареццо», у складі якого в сезоні 1985-86 забив 11 голів, встановивши власний рекорд. Після вильоту команди в сезоні 1987-88 продовжував свою кар'єру в Серіях С1 і С2 за клуби «Латина», «Форлі» та «Бриндізі».
Завершив професійну ігрову кар'єру у клубі «Потенца», за команду якого виступав протягом 1990—1991 років.
Всього протягом своєї кар'єри провів 72 матчів і забив 17 голів в Серії А і 140 матчів і 28 голів в Серії В.

## Виступи за збірні
Протягом 1978—1980 років залучався до складу молодіжної збірної Італії, у складі якої став учасником молодіжного чемпіонату Європи 1980 року. На молодіжному рівні зіграв у 6 офіційних матчах.
З 1979 по 1980 рік захищав кольори олімпійської збірної Італії. У складі цієї команди провів 3 матчі.

## Кар'єра тренера
Розпочав тренерську кар'єру відразу ж по завершенні кар'єри гравця, 1991 року тренером молодіжної команди клубу «Рома», де працював аж до 2003 року.
У сезоні 2003-04 очолив першу команду з «Джела» з Серії С2, де провів один рік, після чого протягом двох сезонів очолював «Ачиреале» в Серії С1. З 2006 року також очолював у третьому дивізіоні клуби «Самбенедеттезе», «Ареццо», «Фоджа» та «Сіракуза».
У червні 2011 року він прийняв свою першу команду з Серії В «Гроссето», але був звільнений з тренерського поста 30 жовтня того ж року. 1 лютого 2012 року, після звільнення Фабіо Вівіані, він був  відновлений на посаді головного тренера, але 14 травня 2012 року він був знову звільнений з команди.
15 жовтня 2012 року він був призначений новим тренером «Беневенто», а вже 18 січня 2013 року він був звільнений з посади.
16 вересня 2013 року був призначений на заміну Есіо Кепуано як новий тренер клубу Лега Про Секонда Дівізіоне «Казертана» і допоміг команді вийти до новоствореної Лега Про за підсумками першого ж сезону сезон.
28 жовтня 2014 року став головним тренером новачка Лега Про «Савойя», але 7 січня 2015 року розірвав контракт за обопільною згодою. 
24 листопада 2015 року Уголотті стає новим тренером «Мельфі» з Лега Про, де працював до червня 2016 року.
Наразі останнім місцем тренерської роботи був клуб «Терамо», головним тренером команди якого Гвідо Уголотті був з лютого по червень 2017 року.

## Титули і досягнення
- Володар Кубка Італії (1):

«Рома»: 1979–80